# Marie-Laure Legay
Marie-Laure Legay, née le 13 août 1966 à Laval (département de la Mayenne) est une historienne française, professeure des universités spécialiste de l’histoire politique et financière de l’Europe des Lumières, membre de l'Institut universitaire de France .

## Biographie

### Carrière universitaire
Après avoir suivi des études de lettres (hypokhâgne, khâgne) et de Sciences politiques (Institut d’études politiques de Grenoble ; Institut d’Urbanisme de Grenoble), Marie-Laure Legay s’engage d’abord dans des missions de développement économique auprès des villes avant de s’orienter vers la recherche et l’enseignement. Lauréate au concours externe de l’agrégation d’histoire (1994), elle devient maîtresse de conférences (1999) puis professeure (2010) à l’université de Lille.
Sa thèse, menée sous la direction du professeur Philippe Guignet et soutenue en 1998, étudie les assemblées des états provinciaux aux XVIIe et XVIIIe siècles en intégrant les analyses de la science politique et de la sociologie des organisations. Publiée en 2001 sous le titre Les États provinciaux dans la construction de l’État moderne aux XVIIe et XVIIIe siècles (Genève-Paris, Droz), cette première œuvre renouvelle l’approche de ces institutions représentatives en montrant le dynamisme de leur administration, basée sur une co-gestion du territoire avec les autorités royales,.
Marie-Laure Legay consacre ensuite ses travaux à l’histoire politique des finances. Initiatrice d’un projet de recherche sur l’histoire de la comptabilité publique en Europe à l’époque moderne, elle collabore avec des juristes et des spécialistes des sciences de gestion pour établir un Dictionnaire de la Comptabilité publique (1500-1850) financé par l’Agence Nationale de La Recherche (programme 2006-2010). « C’est en fait beaucoup plus qu’un dictionnaire de comptabilité publique, c’est une véritable histoire des fondements de nos finances publiques et par là-même, une chronique de la mise en place des principaux mécanismes de gestion de l’État, car nous savons que l’histoire du pouvoir est indissociable de celle de ses finances » [André Barilari dans Revue française d’administration publique, 2011/1 (n° 137-138)].
Parallèlement, elle publie à l’École des Hautes Études en Sciences Sociales (EHESS) la Banqueroute de l’État royal : la gestion des finances publiques de Colbert à la Révolution (2011), explore l’histoire financière de l’Autriche et des Pays-Bas autrichiens (Journal of Modern History, 81 : "The Beginnings of Public Management: Administrative Science and Political Choices in the Eighteenth Century in France, Austria, and the Austrian Netherlands", june 2009, p. 253-293). Elle publie en 2016 chez Brepols (Belgique) La souveraineté monétaire dans les Pays-Bas méridionaux XVI-XIXe siècles, couronné par le prix Jean-Stengers de l’Académie royale de Belgique.
Entre 2021 et 2025, elle dirige un programme de recherches ANR sur le thème: "Administrer le privilège. La Ferme générale dans l'espace français et européen 1664-1794", qui donne lieu à plusieurs publications.
Membre de l'Institut universitaire de France, membre de la Commission internationale pour l’Histoire des Assemblées d’États et des Parlements (UK), membre du Comité pour l’histoire économique et financière de la France (Paris), membre du laboratoire UMR-CNRS 8529 IRHIS (Villeneuve d’Ascq).

## Publications
- Finance et calomnie. L’abbé Terray, ministre de Louis XV,  Paris, éditions du CNRS, 2021, 320 pages.  (ISBN 978-2-271-12707-5).

- La souveraineté monétaire dans les Pays-Bas méridionaux 1500-1850, Préface de Claude Bruneel, Turnhout, Brepols Publishers, 2016, 271 pages.  (ISBN 2-503-56730-4 et 978-2-503-56730-3).

- Histoire de l’argent à l’époque moderne, Paris, Armand Colin, 2014, 221 pages.  (ISBN 978-2-200-28647-7).

- Les loteries royales dans l’Europe des Lumières (1680-1815), Lille, Presses universitaires du Septentrion, 2014, 172 pages.  (ISBN 978-2-7574-0788-2).

- La banqueroute de l'État royal : la gestion des finances publiques de Colbert à la Révolution française, Paris, Éditions de l'École des hautes études en sciences sociales, coll. « En temps et lieux » (no 26), 2011, 323 p. (ISBN 978-2-7132-2292-4, présentation en ligne).

- Les États provinciaux dans la construction de l’État moderne aux XVIIe et XVIIIe siècles, Genève, Droz, 2001, 565 p.  (ISBN 2-600-00499-8).

- Robespierre et le pouvoir provincial : dénonciation et émancipation politique. Édition critique de « À la Nation artésienne, sur la nécessité de réformer les états provinciaux », Préface de Jean-Pierre Jessenne, Arras, Commission départementale d'histoire et d'archéologie, 2001, 111 p.  (ISBN 2-900643-18-X), présentation en ligne.

## Direction d’ouvrages
Atlas de la Ferme générale, co-direction avec Benjamin Furst et Albane Rossi. A paraître, 2025 
Dictionnaire Numérique de la Ferme générale 1664-1794, co-direction avec Thomas Boullu: https://fermege.meshs.fr/
La comptabilité publique  en Europe 1500-1850, co-direction avec Anne Dubet, PUR, 2011, 262 p.  (ISBN 978-2-7535-1337-2) (br.)
Dictionnaire  historique de la comptabilité publique vers 1500- vers 1850, PUR, 2010, 493 p.  (ISBN 978-2-7535-1102-6) (rel.)
L’invention de la décentralisation : noblesse et pouvoirs intermédiaires en France et en Europe XVIIe-XIXe siècle (co-direction scientifique avec  † M. Roger Baury), Lille, Presses universitaires du Septentrion, 2009, 387 p. Cet ouvrage forme le volume LXXXVII des Études présentées à la Commission internationale pour l’histoire des Assemblées d’États.  (ISBN 978-2-7574-0104-0) (br.)
Les modalités de paiement de l’État moderne, Paris, CHEFF, 2007, 228 p.  (ISBN 978-2-11-095381-0) (br.)

## Prix
Prix Jean-Stengers de l'Académie des Sciences, des Lettres et des Beaux-arts de Belgique